# Lyropteryx diana
Lyropteryx diana är en fjärilsart som beskrevs av Hans Ferdinand Emil Julius Stichel 1910. Lyropteryx diana ingår i släktet Lyropteryx och familjen Riodinidae. Inga underarter finns listade i Catalogue of Life.